# Пол Річард Галлахер
Пол Річард Галлахер (англ. Paul Richard Gallagher; нар. 23 січня 1954, Ліверпуль, Велика Британія) — англійський прелат, ватиканський дипломат і куріальний сановник. Секретар з міжнародних відносин з державами з 8 листопада 2014 року. Титулярний архієпископ Ходелма з 22 січня 2004 року. Апостольський нунцій в Бурунді з 22 січня 2004 до 19 лютого 2009. Апостольський нунцій у Гватемалі з 19 лютого 2009 до 11 грудня 2012 року. Апостольський нунцій в Австралії з 11 грудня 2012 до 8 листопада 2014.

## Ранні роки
Пол Річард Галлахер народився 23 січня 1954 року в Ліверпулі (Англія) і здобув освіту в Коледжі Святого Франциска Ксаверія у Вултоні. Висвячений на священника архієпископом Дереком Ворлоком 31 липня 1977 року для архієпархії Ліверпуля, служив у Фазакерлі (північне передмістя Ліверпуля), після цього пройшов курси в Папській Церковній Академії. Пізніше отримав ступінь доктора канонічного права, вступивши на дипломатичну службу Святого Престолу 1 травня 1984 року.

## На дипломатичній службі Святого Престолу
Монсеньйор Галлахер обіймав дипломатичні посади в Танзанії, Уругваї, на Філіппінах, у державному секретаріаті Ватикану та в Раді Європи у Страсбурзі. Він був призначений радником першого класу 1 травня 1997 року, коли працював в апостольській нунціатурі в Бурунді.
22 січня 2004 року Ватикан оголосив про його призначення Апостольським нунцієм у Бурунді. Його резиденцію у цій країні бомбили 2008 року.
Був призначений Апостольським нунцієм у Гватемалі 19 лютого 2009 року. 11 грудня 2012 року був призначений Апостольським нунцієм в Австралії.
Володіє італійською, французькою та іспанською мовами.

## Секретар з відносин з державами
8 листопада 2014 року Папа Франциск оголосив про призначення архієпископа Галлахера Секретарем з відносин з державами Державного секретаріату Святого Престолу. Він змінив на цій посаді архієпископа Домініка Мамберті, призначеного цього дня префектом Верховного трибуналу Апостольської сигнатури.